# NGC 2578
NGC 2578 è una galassia lenticolare barrata situata nella costellazione della Poppa, a una distanza di circa 234 milioni di anni luce dalla nostra Via Lattea.

## Scoperta
La galassia è stata scoperta l'8 novembre 1784 dall'astronomo britannico di origine tedesca William Herschel.

## Descrizione
NGC 2578 è una galassia attiva e presenta una larga riga a 21 cm dell'idrogeno neutro.

## Supernova
Il 2 luglio 2013, all'interno di NGC 2578 è stata scoperta la supernova SN 2013fg da Stu Parker, un astronomo amatoriale che faceva parte del gruppo BOSS (Backyard Observatory Supernova Search). La supernova è stata classificata di tipo Ia.